# Lanco (Los Ríos)
Lanco is een gemeente in de Chileense provincie Valdivia in de regio Los Ríos. Lanco telde 16.752 inwoners in 2017 en heeft een oppervlakte van 532 km².

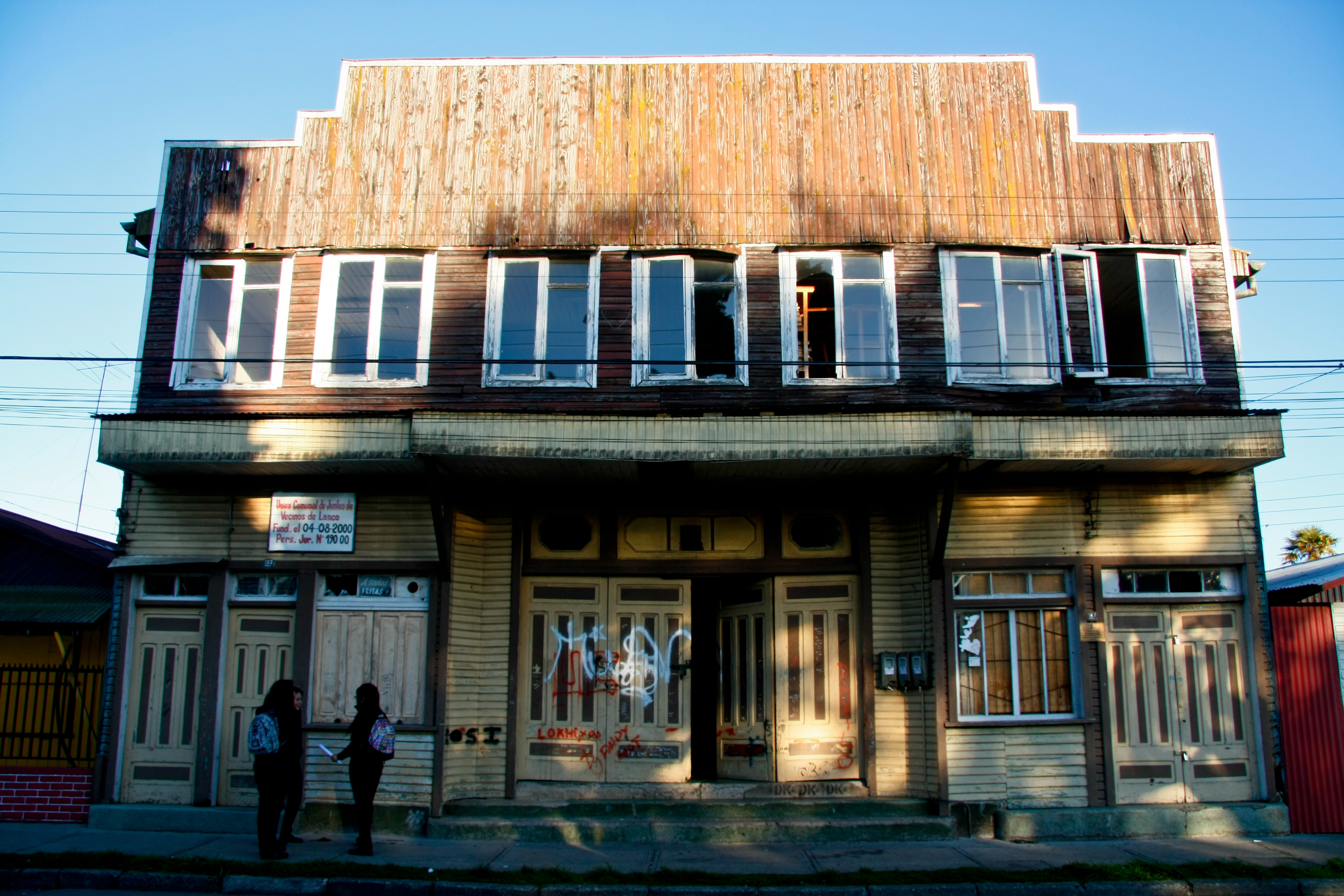
Theater Galia, Lanco